# Voces de muerte
Voces de muerte (en inglés Sorry, Wrong Number) es una película estadounidense de 1948 de cine negro, dirigida por Anatole Litvak, a partir de un guion de Lucille Fletcher, basada en su obra homónima para la radio de 1943. Está protagonizada por  Burt Lancaster y Barbara Stanwyck, quien fue nominada al Premio de la Academia a la Mejor Actriz. Es una de las pocas películas de Paramount Pictures anteriores a 1950 que permanecen en su  filmoteca; el resto es propiedad de NBCUniversal.

## Trama
Leona Stevenson es la hija consentida e hipocondríaca del rico empresario James Cotterell, y se encuentra postrada en cama. Está intentando comunicarse por teléfono con su esposo, Henry, que está atrasado. Los sirvientes tienen la noche libre y ella está sola en el apartamento. Fortuitamente, como resultado de una conexión telefónica cruzada, escucha a dos hombres que están planeando un asesinato: en 105 minutos, a las 23:15, uno de los dos asesinará a una mujer que está sola en su casa. Leona informa de la conversación escuchada a la compañía de teléfonos, pero la remiten a la policía, que no puede hacer nada, dada la carencia de informaciones. Su padre, que llama desde Chicago todas las noches, piensa que se trata de una broma.
Leona llama a la secretaria de Henry, Elizabeth Jennings, por ella se entera de que su esposo recibió la visita de una señora Lord en la mañana, fue a comer con ella y no ha vuelto a la oficina desde entonces. Leona se comunica con la Sra. Lord, quien es muy vaga en sus aseveraciones, ya que intenta que su esposo Frederick no se percate del tema de la conversación. Ella vuelve a llamar a Leona desde una cabina telefónica.
La Sra. Lord es de hecho Sally Hunt, una amiga de Leona en la época de la escuela secundaria, con quién celebró su graduación. En la fiesta también estuvo presente el novio de Sally, Henry Stevenson, de quien Leona se enamoró, aunque Henry no era la pareja ideal, ya que se trataba de un simple vendedor en una farmacia. Leona quiso casarse con él y su padre James no logró que cambiara de opinión. Sin embargo, la pareja no fue feliz. Aunque Henry obtuvo de su suegro un trabajo bien pagado, no estaba satisfecho con él, ya que hubiera preferido tener su propio negocio. El estrés provoca -supuestamente- una enfermedad cardíaca en Leona, que la ata a la cama
Sally está casada con Fred Lord, un abogado de la oficina del fiscal de distrito, y se conectó con Henry porque quería advertirle que su esposo lo estaba investigando con el detective Robertson. Sally no conoce, sin embargo, el motivo de la investigación. Estaba tan preocupada que siguió a su esposo y a dos acompañantes a una misteriosa reunión en una casa abandonada en Staten Island. La casa es propiedad de Waldo Evans, un químico que trabaja para el padre de Leona. Luego de que advirtiera a Henry sobre la situación, él recibió una llamada telefónica, se levantó de la mesa y no volvió. Sally dice que la casa fue destruida y que Evans escapó.
Leona recibe un mensaje de Henry, diciéndole que se fue de la ciudad a un trabajo que había olvidado y que regresará el domingo.
Leona llama a su médico, Phillip Alexander, el especialista al que había ido a ver a Nueva York por sus problemas cardíacos. Alexander revela que le dio a Henry su diagnóstico hace diez días, algo que Henry le ocultó. Él le recuerda una carta que le escribió. Leona, sin embargo, no ha recibido ningún correo al respecto, lo que sorprende al médico. Él le explica que Henry estuvo con él hace diez días y se enteró de los resultados del análisis: Leona está físicamente sana, su condición cardíaca es un problema neurótico. Henry había convencido al médico de que escribiera la carta para que su esposa no tuviera que acudir al consultorio.
Leona llama a Evans, el cual, a regañadientes, revela que Henry lo reclutó para robar productos químicos de la compañía farmacéutica Cotterell y vendérselos al criminal Morano. Henry trató de eludir a Morano cuando Waldo fue transferido, pero éste apareció con dos matones y lo obligó a firmar un pagaré por su pérdida de ganancias en tres meses. Cuando Henry protestó por no tener suficiente dinero, Morano le señaló que Leona tiene una gran póliza de seguro. Dado que Morano ha sido encarcelado y no reveló lo sucedido, Evans enfatiza que Henry ya no necesita recaudar la suma. Le da un número de teléfono a Leona para que se comunique con él, pero cuando ella llama, descubre que se trata de la morgue de la ciudad.
A las 11 de la noche, Leona se percata de que un intruso ha entrado al apartamento. En el mismo momento, Henry, frenético, llama desde una cabina telefónica en New Haven. Leona se disculpa con Henry por no haberle brindado el apoyo suficiente cuando intentó comenzar una nueva vida y le informa sobre su conversación con Evans. Henry confiesa haberle robado a su padre y le dice que vaya a la ventana y pida ayuda, pero Leona está demasiado débil como para poder levantarse. Oye pasos en las escaleras y la conexión telefónica se interrumpe. Henry vuelve a llamar. Responde una voz masculina que dice: "Lo siento, número equivocado" (Originalmente: "Sorry, wrong number"). Henry es arrestado por la policía antes de abandonar la cabina telefónica.

## Elenco
| - Barbara Stanwyck como Leona Stevenson - Burt Lancaster como Henry J. Stevenson - Ann Richards como Sally Hunt Lord - Wendell Corey como Dr. Philip Alexander - Harold Vermilyea como Waldo Evans | - Ed Begley como James Cotterell - Leif Erickson como Fred Lord - William Conrad como Morano - John Bromfield como Joe - Detective - Jimmy Hunt como Peter Lord | - Dorothy Neumann como Elizabeth Jennings - Paul Fierro como Harpootlian - Bill Cartledge como Page Boy - Holmes Herbert como Wilkins (no acreditado) |

## Producción
Voces de muerte se ajusta a muchas de las convenciones del cine negro. La película transcurre en tiempo real con flashbacks, agregando más personajes e historias de fondo. La ventana del dormitorio da al horizonte nocturno de Manhattan. La película es muy oscura, con sombras amenazantes y una cámara circular utilizada para mantener un alto nivel de suspenso. La Administración del Código de Producción de Hollywood inicialmente se opuso a elementos del guion de Fletcher, dada su descripción del tráfico de drogas, y el guion se revisó significativamente para obtener la aprobación. "Además de los flashbacks, la segunda diferencia notable entre el drama radiofónico y el melodrama gótico es el papel de Leona Stevenson postrada en cama. Moorehead era una gran actriz, no solo en la radio sino también en el cine. Además de su papel clásico en The Magnificent Ambersons, su fuerte papel secundario en películas como Dark Passage la convirtió en una de las mejores actrices secundarias de los años 40. Moorehead, sin embargo, no era una protagonista. El director de Station West, Sidney Lanfield, llegó a llamarla 'cara de hacha' (hatchet face)", en base a ello estaba claro que el papel principal iba a recaer en Barbara Stanwick.

## Recepción
Variety incluyó la película como una de las más taquilleras del año, ganando $ 2,850,000 solo en el mercado nacional. Aunque no fue tan bien recibida como la obra de radio, y algunos críticos notaron que la trama está demasiado rellena, la adaptación cinematográfica se considera un clásico del género del cine negro. Su giro final se cita a menudo como uno de los más memorables de la época. La actuación de Stanwyck fue muy aclamada y le valió una cuarta nominación al Premio de la Academia a la Mejor Actriz. En Rotten Tomatoes, la película tiene una puntuación del 86%.
Der Film noir elogió sobre todo la actuación de Stanwyck: "La estrella de la película es claramente Barabara Stanwyck. Había sido la reina sin corona del cine negro desde Perdición (1944) de Billy Wilder, y no fue menos gracias al cine negro que desde mediados de los 40 que las mujeres en las películas recibieron un nivel de atención diferente. Bette Davis, Joan Crawford, Claire Trevor y, por supuesto, Barbara Stanwyck demostraron, incluso a los cuarenta, que hay más en la actuación que la apariencia."
Se señaló también la ingeniosa ambientación: "La película da una sensación de atrapamiento. Stevenson nunca habla con nadie cara a cara hasta el final fatal. Está atrapada en su habitación, que obviamente no comparte con su esposo, que está excesivamente decorada con adornos y un gigantesco retrato de su padre. El director Anatole Litvak utiliza ingeniosamente los flashbacks (aparte de la voz en off, el flashback es el dispositivo más característico del cine negro) no solo para dar cuerpo a la historia, sino también para hacer que la mujer se vea aún más aislada. Hay una sensación palpable de claustrofobia cada vez que la cámara se queda a solas con Leona." "Se trata del deseo atravesando la clase, el asesinato, la conexión con el hampa, la noche, el narcotráfico y, a su manera, una oda al teléfono. Visualmente, el director de fotografía Sol Polito encierra toda la película en un mundo de sombras con una cámara en movimiento inquieto, evocando el nerviosismo de las cosas que acechan, se ven a medias [...]"
La dirección de Litvak fue, en parte, criticada: "No estoy seguro de cómo me siento acerca de la dirección de Anatole Litvak, algunas de las tomas [...] de Burt [Lancaster] son excelentes, pero esta es otra de sus películas de Hollywood, como All This and Heaven Too o City for Conquest que se perciben narrativamente infladas: excelente plano a plano pero insatisfactoria tomada como un todo, tramas infladas, estructuras intrincadas, ritmo letárgico."
Christopher Hartung señaló la relación de Leona con su padre: "Se insinúa una historia sombría, que para nada podía contarse en el cine de la época, pero las señales están ahí. Leona y Henry no tienen hijos. Fue una lucha para Henry mudarse a Nueva York con Leona desde la casa de su suegro en Chicago: Leona hubiera preferido quedarse en la casa de su padre jovial y sobreprotector, quien también piensa que "la vida se fue de esta casa" contigo", que califica de vacía, aunque de fondo hay una fiesta. Entre fotogramas parpadea la historia de un hombre casado con una mujer que mantiene una relación incestuosa con su padre y cuando el marido quiere poner fin a esta relación, ella lo emascula derrumbándose y contraatacando con manos, pies y caricias. La censura cinematográfica en Hollywood en la década de 1940 no lo permitió, por lo que Litvak solo recurre a una puesta en escena sensual y dominante de esta figura paterna invasora. El resto deberíamos reconocerlo en la propia butaca del cine."

## Radiotransmisión
La obra de Lucille Fletcher se emitió originalmente en el programa de radio Suspense el 25 de mayo de 1943, siendo esencialmente un espectáculo unipersonal con Agnes Moorehead como Leona Stevenson. La transmisión se repitió siete veces (el 21 de agosto de 1943, 1944, 1945, 1948, 1952, 1957 y 1960). La retransmisión final fue el 14 de febrero de 1960. Orson Welles llamó a Voces de muerte "el mejor guion de radio jamás escrito". En 2015, la obra fue considerada "cultural, histórica o estéticamente significativa" por la Biblioteca del Congreso y seleccionada para su inclusión en el Registro Nacional de Grabaciones.

## Adaptaciones
- Una adaptación radiofónica de la película de una hora  se transmitió el 9 de enero de 1950 en el Lux Radio Theatre. Stanwyck y Lancaster recrearon sus papeles en la pantalla.[11]
- Voces de muerte se convirtió en una obra de teatro transmitida por televisión en la estación WCBW-TV (ahora WCBS-TV) en Nueva York el 30 de enero de 1946, protagonizada por Mildred Natwick.[12]
- El 4 de noviembre de 1954 se produjo una segunda transmisión en vivo como el cuarto episodio de la serie de antología de CBS Climax!, protagonizada por Shelley Winters y adaptada por la propia Fletcher, con música proporcionada por el exmarido de Fletcher, Bernard Herrmann.[13]
- Se produjo una versión para la televisión australiana en 1958 protagonizada por Georgie Sterling.[14] Sterling había actuado en la obra de radio en 1948.[15]
- Una película para televisión fue emitida en 1989, protagonizada por Loni Anderson, Patrick Macnee y Hal Holbrook. Fue dirigida por Tony Wharmby y adaptada por Ann Louise Bardach.[16]

### Parodia
El 17 de octubre de 1948, Stanwyck hizo una parodia de Voces de muerte en The Jack Benny Program.

### Otros medios de comunicación
Los clips de Voces de muerte se usaron para la comedia de misterio de 1982 Dead Men Don't Wear Plaid, el thriller de 1991 Dead Again y el thriller de acción de 2014 Jack Ryan: Shadow Recruit.

## Transmisión de audio
- Voces de muerte East Coast Broadcast on Suspense : 25 de mayo de 1943, protagonizada por Agnes Moorehead.
- Voces de muerte - libreto (PDF)  (en inglés).
- Voces de muerte en Lux Radio Theatre, 9 de enero de 1950. Protagonizada por Barbara Stanwyck y Burt Lancaster. (en inglés con subtítulos)

- Datos: Q1262450
- Multimedia: Sorry, Wrong Number / Q1262450